# Narcistična osebnostna motnja
Narcistična osebnostna motnja (tudi narcisistična osebnostna motnja) je osebnostna motnja, za katero so značilni trajni vzorci pretiranega občutka lastne pomembnosti, zmanjšana zmožnost ali nepripravljenost empatije, ter izkoriščevalsko vedenje. Motnja je pogosto sočasna z drugimi duševnimi motnjami in povezana z znatnimi funkcijskimi okvarami ter psihosocialno prizadetostjo.
Za narcisistično osebnostno motnjo ne obstaja standardno zdravljenje. Visoka sopojavnosti z drugimi duševnimi motnjami močno vpliva na izbiro in rezultate zdravljenja. Malo je tudi študij o učinkovitosti zdravljenja.

## Znaki in simptomi
Diagnostični in statistični priročnik duševnih motenj določa, da narcisistična osebnostna motnja vsebuje vsaj pet od naštetih kriterijevː
- poveličevanje lastne pomembnosti
- fantazije o neomejenem uspehu, moči, lepoti ali idealni ljubezni
- prepričanje, da je oseba posebna in edinstvena ter da jo lahko razumejo le drugi posebni ljudje ali da bi se morala povezovati z drugimi posebnimi ljudmi z visokim statusom
- zahteva po pretiranem občudovanju s strani drugih
- občutek upravičenosti - nerazumna pričakovanja glede posebno ugodne obravnave ali avtomatičnega izpolnjevanja pričakovanj s strani drugih ljudi
- izkoriščanje drugih za doseganje lastnih ciljev
- pomanjkanje empatije - nepripravljenost prepoznati ali se poistovetiti s čustvi in potrebami drugih
- pogosto zavidanje drugim ali prepričanje, da osebi drugi zavidajo
- arogantno, vzvišeno vedenje oziroma odnos do drugih

### Povezane poteze
Osebe z narcisistično osebnostno motnjo pretiravajo s svojimi sposobnostmi, dosežki in stopnjo intimnosti z ljudmi, ki jih imajo za pomembne. Zaradi občutka osebne superiornosti lahko monopolizirajo pogovore, gledajo na druge zviška ali postanejo nestrpni in prezirljivi, ko drugi govorijo o njih. To vedenje je povezano s slabšim delovanjem na področjih življenja, kot sta delo in intimni romantični odnosi.
Takšne osebe pogosto uporabljajo psihosocialne strategije, kot so težnja k razvrednotenju in omalovaževanju ter žaljenju in obtoževanju drugih ljudi, običajno z jezo in sovražnostjo do odzivov ljudi na njihovo antisocialno vedenje. Narcisistične osebnosti se ob zavrnitvi pogosteje odzivajo z jezo ali agresivnostjo. Ker so ti ljudje pretirano občutljive na zaznano kritiko ali poraz, so nagnjeni k občutkom sramu, ponižanja in ničvrednosti zaradi manjših dogodkov iz vsakdanjega življenja ali namišljenih osebnih žalitev. Te občutke običajno prikrivajo pred drugimi, tako da se pretvarjajo, da so ponižni, se odzivajo z izbruhi jeze in kljubovanja ali so maščevalni.
Čeprav so ljudje z narcistično osebnostno motnjo zaradi pretirane samozavesti običajno zelo ambiciozni, ne vodi nujno do visokih poklicnih dosežkov in uspeha, saj nočejo tvegati in se hočejo za vsako ceno izognili videzu neuspeha. Poleg tega osebe zaradi psihološke nezmožnosti prenašanja nesoglasij, nasprotij in kritike težko sodelujejo ali vzdržujejo dolgoročne poklicne odnose z nadrejenimi in kolegi.

## Vrste
Obstajaj več klasifikacij tipov narcistične osebnostne motnje. Ameriški psiholog Theodore Millon je predlagal pet podtipov te motnjeː

| Subtype                  | Features |
| ------------------------ | --- |
| Brezobzirni narcisist    | Brez vesti; brezobziren, nemoralen, nelojalen, goljufiv, zavajajoč, aroganten, izkoriščevalski; prevarant in šarlatan; dominanten, prezirljiv, maščevalen. |
| Ljubezenski narcisist    | Seksualno zapeljiv; zgovoren in spreten; ni naklonjen resnični intimnosti; zadovoljuje hedonistične želje; očara in zapeljuje druge; patološko laže in goljufa; ima veliko ljubezenskih afer, pogosto z eksotičnimi partnerji.                                                              |
| Kompenzacijski narcisist | Poskuša izničiti globoke občutke lastne manjvrednosti in pomanjkanje samospoštovanja; primanjkljaje kompenzira z ustvarjanjem iluzij, da je boljši, izjemen, občudovanja vreden, omembe vreden; občutek samospoštovanja ustvarja s samopoveličevanjem.                                      |
| Elitistični narcisist    | Čuti se privilegiranega in upravičenega zaradi posebnega statusa iz otroštva in navideznih dosežkov; to ima malo zveze z resničnostjo; išče ugodno in dobro življenje; stremi k napredovanju po družbeni lestvici; poseben status in privilegije goji preko povezav.                        |
| Običajen narcisist       | Najblažji in najbolj sočuten med navedenimi vrstami, še vedno se čuti upravičen do posebnega statusa in ima pomanjkjiv čut za vzajemnost; drzen v okolju, samozavesten, tekmovalen, išče visoke cilje, počuti se edinstvenega; talent na vodilnih položajih; pričakuje priznanje od drugih. |

### Maligni narcisizem
Maligni narcisizem je sindrom, sestavljen iz kombinacije narcistične osebnostne motnje, antisocialne osebnostne motnje in paranoidnih osebnostnih lastnosti.
Oseba z malignim narcisizmom, ki sčasoma zaradi dosežkov pridobi večjo stopnjo psihološkega zadovoljstva, kar poslabša narcistično motnjo. Ker je takšna oseba tesneje povezana s psihološkim zadovoljstvom ob uresničevanju narcističnih nagnjenj, je to dejavnik tveganja za razvoj antisocialne, paranoidne in shizoidne osebnostne motnje. Izraz maligni je pri tem tipu dodan izrazu narcistični, ker imajo osebe s to motnjo hudo obliko narcistične motnje, za katero so značilne tudi poteze paranoja, psihopatije (antisocialno vedenje), agresije in sadizma.

### Grandiozen/odkrit in ranljiv/skriti tip
Grandiozni narcisizem je opredeljen z napihnjenim občutkom lastne vrednosti in visokim samospoštovanjem, medosebnim izkoriščanjem, družbeno prevlado in asertivnostjo, brezsramnostjo in občutkom upravičenosti, ki izhaja iz občutka nadrejenosti ali prestiža.
Nasprotje grandioznemu narcisizmu je ranljivi narcisizem, za katerega so značilne osebnostne lastnosti, kot so obrambnost, krhkost, socialni umik in občutljivost na kritiko.

### Nečuječen in pretirano čuječen tip
"Nečuječen" podtip je podoben grandioznemu podtipu narcisista. Je bil kot grandiozen, aroganten in z debelo kožo, hkrati pa je izkazuje osebnostne lastnosti nemoči in čustvene praznine, nizkega samospoštovanja in sramu. Te lastnosti se izražajo kot socialno izogibajoče vedenje v situacijah, ko je samoprezentacija težka ali nemogoča, kar vodi v umik iz situacij, v katerih družbeno odobravanje ni zagotovljeno.
Pretirano čuječen tip je podoben ranljivemu podtipu. Osebe s tem podtipom imajo zlahka ranjena čustva, imajo preobčutljiv temperament in vztrajne občutke sramu.

### Ekshibicionistični tip
Ta tip označuje osebe, ki so grandiozne, tekmovalne, iščejo pozornost in so spolno provokativni; ponavadi izkazujejo prilagodljivo delovanje in uporabljajo svoje narcistične lastnosti za doseganje uspehov.

### Skupnostni tip
Ta tip narcisista ima enako aroganco in samopodobo ter občutek upravičenosti in grandioznosti kot grandiozni narcis, vendar išče moč in občudovanje ter priznanje preko delovanja v skupnosti. Drugi jih pogosto vidijo kot altruiste, zgledne člane skupnosti, skrbne, koristne in tople.
Hvalijo se z dobrimi dejanji za druge, vendar v tem pogosto pretiravajo in so njihove trditve brez prave osnove in si pogosto prilaščajo zasluge drugih. Njihov resnični cilj ni pomagati drugim, temveč to, da jih drugi vitijo kot takšne, saj to krepi njihovo samozavest.

## Vzroki
Čeprav ni posebnih vzrokov za narcistično osebnostno motnjo, obstajajo kombinacije dejavnikov tveganja sestavljene iz bioloških, psiholoških in socialno-okoljskih dejavnikov. Ti med drugim vključujejo genetiko, nevrobiologijo, travmo, zlorabo in starševstvo.

### Dedni dejavniki
Obstajajo dokazi, da je dednost pomemben faktor pri narcistični osebnostni motnji. Številni genetski vplivi kažejo na različne stopnje dednosti glede na podtip.

Za dednost narcisistične osebnostne motnje in osebnostnih motenj na splošno, so bile predlagane številne študije dvojčkov.

### Okoljski dejavniki
Pri nekaterih ljudeh se patološki narcisizem lahko razvije zaradi oslabljene čustvene navezanosti na primarne skrbnike (običajno starše). Pomanjkanje psihološke in čustvene navezanosti na starše lahko povzroči, da se otrok dojema kot nepomembnega in nepovezanega z drugimi ljudmi, družino, skupnostjo in družbo. Običajno otrok verjame, da ima osebnostno napako, zaradi katere je nevreden in nezaželen. Pretirano popustljivo, permisivno starševstvo ali neobčutljivo in preveč nadzorujoče starševstvo so dejavniki tveganja za razvoj narcistične osebnostne motnje pri otroku.
Dejavniki, ki spodbujajo razvoj narcistične osebnostne motnje, so:

- pretirano občudovanje, ki ni uravnoteženo z realistično kritiko
- pretirano hvaljenje za dobro vedenje ali pretirano kritiziranje za slabo vedenje v otroštvu
- pretirano odobravanje in precenjevanje s strani družine ali vrstnikov
- hvaljenje odraslih zaradi domnevno izjemnega telesnega videza ali sposobnosti
- travma zaradi psihološke zlorabe, fizične zlorabe ali spolne zlorabe v otroštvu
- nepredvidljiva ali nezanesljiva starševska skrb
- učenje vedenja psihološke manipulacije od staršev ali vrstnikov

Raziskave kažejo, da na razširjenost narcistične osebnostne motnje vplivajo tudi kulturni elementi, saj se narcisistične osebnostne lastnosti pogosteje pojavljajo v modernih družbah kot v tradicionalističnih konzervativnih družbah.